# Anticarsia schausi
Anticarsia schausi là một loài bướm đêm trong họ Erebidae.